# Jordánská hymna
Hymna Jordánska se jmenuje As-Salām al-Malakī al-ʾUrdunī a státní hymnou je od roku 1946. Obvykle se hraje zkrácená verze, zatímco plná verze se hraje při zvláštních příležitostech.

## Slova
Arabsky:
‫عاش المليك عاش المليك ساميا مقامه خافقات في المعالي أعلامه نحن أحرزنا المنى يوم أحييت لنا نهضة تحفزنا تتسامى فوق هام الشهب يا مليك العرب لك من خير نبي شرف في النسب حدثت عنه بطون الكتب الشباب الأمجد جندك المجند عزمه لا يخمد فيه من معناك رمز الدأب العرب لك من خير نبي شرف في النسب حدثت عنه بطون الكتب دمت نورا وهدى في البرايا سيدا هانئا ممجدا تحت أعلامك مجد العرب العرب لك من خير نبي شرف في النسب حدثت عنه بطون الكتب‬‎

Přepis do latinky:
ʿĀš al-Malīk ʿĀš al-Malīk Sāmiyan maqāmuhu Xāfiqātin fī l-maʿālī ʾaʿlāmuhu Naḥnu ʾaḥraznā l-munā Yawma ʾaḥyayta lanā Nahḍatun taḥfizunā Tatasāmā fawqa hāmi š-šahabi Yā malīka l-ʿArabi Laka min xayri nabī Šarafun fī n-nasabi Ḥaddaþat ʿanhu buṭūnu l-kutubi aš-Šabābu l-ʾamjadu Junduka l-mujannadu ʿAzmuhu lā yaxmadu Fīhi min maʿnāka ramzu d-daʾabi Yā malīka l-ʿArabi Laka min xayri nabī Šarafun fī n-nasabi Ḥaddaþat ʿanhu buṭūnu l-kutubi Dumta nūran wa-hudā Fī l-barāyā sayyidā Hāniʾan mumajjadā Taḥta ʾaʿlāmika majdu l-ʿArabi Yā malīka l-ʿArabi Laka min xayri nabī Šarafun fī n-nasabi Ḥaddaþat ʿanhu buṭūnu l-kutubi‎

Česky:
Nechť žije král! Nechť žije král! Jeho pozice je vznešená, Jeho prapory mávaly ve slávě nejvyšší. Dosáhli jsme našeho cíle, V den, kdy jsme znovu vznikli, Revoluce nás motivuje! Leťme nad konci nejvyšších komet. Ó, králi Arabů, Nejlepší náš proroku. Čest naší dynastii, Píše se o ní v nejstarších knihách! Všichni mladí muži, Braňte naši zem. Odhodlání nikdy nezemře! Získejme náš symbol klidu! Ó , králi Arabů, Nejlepší náš proroku. Čest naší dynastii, Píše se o ní v nejstarších knihách! Nechť vás provází světlo, Vyhýbejte se hříchům a špatnému chování. Žijte šťastně a s úctou! Pod naši vlajkou leží sláva všech Arabů. Ó králi Arabů, Nejlepší náš proroku. Čest naší dynastii, Píše se o ní v nejstarších knihách!